# Dendrophidion paucicarinatum
Dendrophidion paucicarinatum är en ormart som beskrevs av Cope 1894. Dendrophidion paucicarinatum ingår i släktet Dendrophidion och familjen snokar. Inga underarter finns listade i Catalogue of Life.
Denna orm förekommer i bergstrakter i Costa Rica och norra Panama. Den vistas i regioner som ligger 1000 till 2000 meter över havet. Individerna lever i fuktiga skogar som regnskogar och molnskogar. De hittas även i skogsrester nära vattendrag. Honor lägger ägg.
För Dendrophidion paucicarinatum är inga allvarliga hot kända och hela populationen är troligen stabil. Arten listas av IUCN som livskraftig (LC).